# Фрейзер, Малколм
Джон Малькольм Фрейзер (англ. John Malcolm Fraser; 21 мая 1930, Турак (пригород Мельбурна) — 20 марта 2015, Мельбурн) — австралийский государственный деятель, премьер-министр в 1975—1983 гг.

## Биография
Родился в семье с политическими традициями: его дед, Симон Фрейзер, был депутатом викторианского парламента и австралийского сената. Отец был известным скотоводом.
Учился по специальности «философия, политика и экономика» в колледже Магдалены в Оксфорде (окончил в 1952), где он подружился с будущим премьер-министром Канады Джоном Тернером.
С 1955 — депутат парламента от либеральной партии Австралии. Входил в консервативное крыло партии.
В 1966 — министр по делам армии, в 1969—71 министр обороны (ушёл в отставку из-за разногласий с премьер-министром, отстаивая более активное участие Австралии в войне в Индокитае). В 1968—69 и 1971—72 министр образования и науки. В марте 1975 избран лидером либеральной партии.
С 11 ноября 1975, когда генерал-губернатор Дж. Кэрр лишил лидера лейбористской партии Г. Уитлэма полномочий премьер-министра, возглавлял переходное правительство. После выборов 13 декабря возглавил коалиционное правительство Либеральной и Национальной партий.
В 1977 либерализовал иммиграционную политику, что резко увеличило приток эмигрантов, прежде всего из азиатских стран. Пытался снизить инфляцию, главным образом за счет сокращения государственных расходов. Был твёрдым сторонником США и поддержал бойкот Олимпийских игр в Москве в 1980.
После выборов в 1980 сохранил своё кресло, хотя правящая коалиция сохранила большинство в парламенте не без труда и потеряла большинство в сенате.
На внеочередных выборах в 1983, вызванных кризисом в экономике страны и внутри либеральной партии, потерпел сокрушительное поражение. Через 2 месяца сдал депутатский мандат и завершил политическую карьеру. Многолетние поражения либералов на выборах с тех пор оправдывались «периодом упущенных возможностей» времён Фрейзера.
Много лет работал в различных международных общественных организациях, подвергаясь непрерывной критике у себя в стране.
В 2009 году вышел из либеральной партии.
До последних дней Фрейзер был активным участником политической и социальной жизни Австралии. В марте 2014 года, в интервью Russia Today, раскритиковал внешнюю политику США. Скончался 20 марта 2015 года.

## Премьер-министр (1975—1983)

### Федеральные выборы 1975 и 1977 годов
На выборах 1975 года Фрейзер привел коалицию либеральной партии страны к убедительной победе. Коалиция получила 91 место из 127 возможных на выборах, чтобы получить большинство в 55 мест, которое остается на сегодняшний день крупнейшим в истории Австралии. Впоследствии Фрейзер привел Коалицию ко второй победе в 1977 году, лишь с очень небольшим уменьшением их голосов. Либералы фактически получили большинство на обоих этих выборах, чего Мензис и Холт никогда не добивались. Хотя Фрейзер, таким образом, не нуждался в поддержке (Национальной) партии страны для управления, он сохранил формальную коалицию между двумя партиями.

### Налоговая политика
Фрейзер на государственном обеде в Белом доме в 1976 году, президент Джеральд Форд представил его актеру Грегори Пеку.
Фрейзер быстро ликвидировал некоторые программы правительства Уитлама, такие, как Министерство средств массовой информации, и внес серьезные изменения в систему всеобщего медицинского страхования Medibank. Первоначально он поддерживал уровни налогов и расходов Уитлама, но вскоре реальные налоги и расходы на человека начали расти. Ему действительно удалось обуздать инфляцию, которая резко возросла при Уитламе. Его так называемая «Банда бритвы» провела строгое сокращение бюджета во многих областях государственного сектора Содружества, включая Австралийскую радиовещательную корпорацию.
Фрейзер практиковал кейнсианскую экономику во время своего пребывания на посту премьер-министра, отчасти продемонстрировав дефицит бюджета на протяжении всего срока его пребывания на посту премьер-министра. Он был последним кейнсианским премьер-министром Либеральной партии. Хотя его долгое время отождествляли с правым крылом Либеральной партии, он не реализовал радикально консервативную программу, которую предсказывали политические враги Фрейзера и которую хотели некоторые из его последователей. Относительно умеренная политика Фрейзера особенно разочаровала казначея Джона Ховарда, а также других министров, которые были твердыми приверженцами фискального консерватизма и экономического либерализма. И, следовательно, недоброжелатели кейнсианской экономики. Экономические показатели правительства были омрачены двузначным ростом безработицы и двузначной инфляцией, что привело к «стагфляции», частично вызванной продолжающимися последствиями нефтяного кризиса 1973 года.

### Внешняя политика
Фрейзер был особенно активен во внешней политике в качестве премьер-министра. Он поддержал Содружество в кампании по отмене апартеида в Южной Африке и отказал самолету, на борту которого находилась команда по регби Спрингбок, дозаправиться на территории Австралии по пути к их неоднозначному турне по Новой Зеландии в 1981 году. Тем не менее более ранний тур южноафриканской команды рыболовов на лыжных лодках был разрешен для прохождения через Австралию по пути в Новую Зеландию в 1977 году, а записи о транзите были запрещены постановлением Кабинета министров.
Фрейзер также решительно выступал против правления белого меньшинства в Родезии. Во время конференции Содружества 1979 года Фрейзер вместе со своим нигерийским коллегой убедил новоизбранного британского премьер-министра Маргарет Тэтчер воздержаться от признания правительства Зимбабве Родезии внутреннего урегулирования; Ранее Тэтчер обещала признать это. Впоследствии было подписано Соглашение Ланкастер-хаус, и Роберт Мугабе был избран лидером независимого Зимбабве на первых выборах 1980 года Дункан Кэмпбелл, бывший заместитель секретаря Министерства иностранных дел и торговли, заявил, что Фрейзер был «главным архитектором» прекращения правления белого меньшинства. Президент Танзании Джулиус Ньерере заявил, что считает роль Фрейзера «решающей во многих частях», а президент Замбии Кеннет Каунда назвал его вклад «жизненно важным».
При Фрейзере Австралия признала аннексию Восточного Тимора Индонезией, хотя многим восточнотиморским беженцам было предоставлено убежище в Австралии.
Фрейзер также был решительным сторонником Соединенных Штатов и поддержал бойкот летних Олимпийских игр 1980 года в Москве. Однако, хотя он убедил некоторые спортивные организации не участвовать в соревнованиях, Фрейзер не пытался помешать Олимпийскому комитету Австралии отправить команду на Игры в Москву.